# Вальдієрі
Вальдієрі (італ. Valdieri, п'єм. Vaudié) — муніципалітет в Італії, у регіоні П'ємонт,  провінція Кунео.
Вальдієрі розташоване на відстані близько 500 км на північний захід від Рима, 95 км на південь від Турина, 17 км на південний захід від Кунео.
Населення — 939 осіб (2014).
Покровитель — святий Мартин.

## Демографія
Населення за роками:

Станом на 1 січня 2023 року в муніципалітеті офіційно проживали 33 іноземці з 12 країн, серед них 11 громадян країн Євросоюзу та 1 громадянин України.

## Сусідні муніципалітети
- Айзоне
- Борго-Сан-Дальмаццо
- Демонте
- Ентраккуе
- Ізола (Франція)
- Моїола
- Роаскія
- Роккавйоне
- Сен-Мартен-Везюбі (Франція)
- Вальдеблор (Франція)
- Вінадіо